# Deinocladus
Deinocladus is een geslacht van kevers uit de familie bladkevers (Chrysomelidae).
De wetenschappelijke naam van het geslacht werd in 1966 gepubliceerd door Blake.

## Soorten
- Deinocladus cartwrighti Blake, 1966
- Deinocladus fascicollis Blake, 1966
- Deinocladus pectiniconis (Baly, 1889)